# Material y Construcciones S.A.
 (avril 2025).
Si vous disposez d'ouvrages ou d'articles de référence ou si vous connaissez des sites web de qualité traitant du thème abordé ici, merci de compléter l'article en donnant les références utiles à sa vérifiabilité et en les liant à la section « Notes et références ».
La société Material y Construcciones S.A. ou MACOSA voit le jour en 1947 par fusion de la Compañía Devis de Valence et de la Sociedad Material para Ferrocarriles y Construcciones S.A. de Barcelone.

## Histoire
Au début du XXe siècle, le processus d’industrialisation du Pays valencien s’accélère. Les anciennes forges deviennent des usines. Par exemple, l'atelier de chaudronnerie qu'un habitant du Grau, Miquel Devís, avait ouvert en 1897, devient en 1929 la Casa Devís, contructeur de locomotives et de machines, qui prend en 1947 le nom de MACOSA.
Au cours des années 1950, la firme sortira quelques machines Engerth pour le Ponferrada-Villablino, et surtout des Mikado unifiées pour la Renfe, les premières à partir de pièces fournies par les usines britanniques. La dernière machine à vapeur fabriquée par la société porte le numéro de construction 167 de 1958.
En 1990, l'entreprise prend la dénomination de Mediterranea de Industrias del Ferrocarril, S.A. ou Meinfesa. Peu après, l'entreprise reçoit une grosse commande de la Renfe portant sur la reconstruction d'une partie de la série 319.0. Alstom, qui vient de fusionner avec le britannique GEC, cherche alors à étendre ses activités dans la péninsule ibérique. Vers 1993, il rachète Meinfesa. L'usine est ensuite vendue à Vossloh, puis Stadler Rail. 